# بيني بيتروني
بيني بيتروني هي ناقدة أدبية كندية، ولدت في 1925 في Port Arthur, Ontario ‏ في كندا، وتوفيت في 22 أغسطس 2005.